# Manjaro Linux
Manjaro Linux — дистрибутив, створений на основі Arch Linux і орієнтований як на користувачів-початківців, так і на досвідчених користувачів, котрі віддають перевагу стабільності системи за рахунок затримки у встановленні останніх версій програмного забезпечення. Особливості дистрибутиву: наявність спрощеного та дружнього користувачеві процесу установки, автоматичне визначення обладнання та встановлення необхідних для його роботи драйверів. Manjaro випускається як live-дистрибутив із графічними оточеннями Xfce, Gnome та KDE і який забезпечений графічним інсталятором, і графічним інтерфейсом для налаштування системи. Також підтримується мінімалістична Net-версія без графічного оточення. Керування пакетами забезпечується пакетним менеджером Pacman, або через його графічні оболонки — Pamac та Octopi.
Для керування репозиторіями в Manjaro використовується власний інструментарій BoxIt, спроєктований за подобою Git. Репозиторій формується на основі репозиторію Arch Linux за принципом безперервного включення оновлень (rolling), але нові версії проходять додаткову стадію стабілізації (фактично користувачі Arch Linux використовуються як тестувальники програмного забезпечення перед тим як воно потрапляє в репозиторій Manjaro). Крім власного репозиторію, є підтримка використання репозиторію Arch Linux — AUR (Arch User Repository).

## Виноски
1. ↑  Manjaro 25.0 Zetar released (британська англійська) . 15 квітня 2025. Процитовано 15 квітня 2025.
2. ↑  Архівована копія. Архів оригіналу за 1 січня 2014. Процитовано 29 листопада 2013.{{cite web}}:  Обслуговування CS1: Сторінки з текстом «archived copy» як значення параметру title (посилання)
3. ↑  Архівована копія. Архів оригіналу за 25 квітня 2013. Процитовано 11 квітня 2014.{{cite web}}:  Обслуговування CS1: Сторінки з текстом «archived copy» як значення параметру title (посилання)